# 豪潮

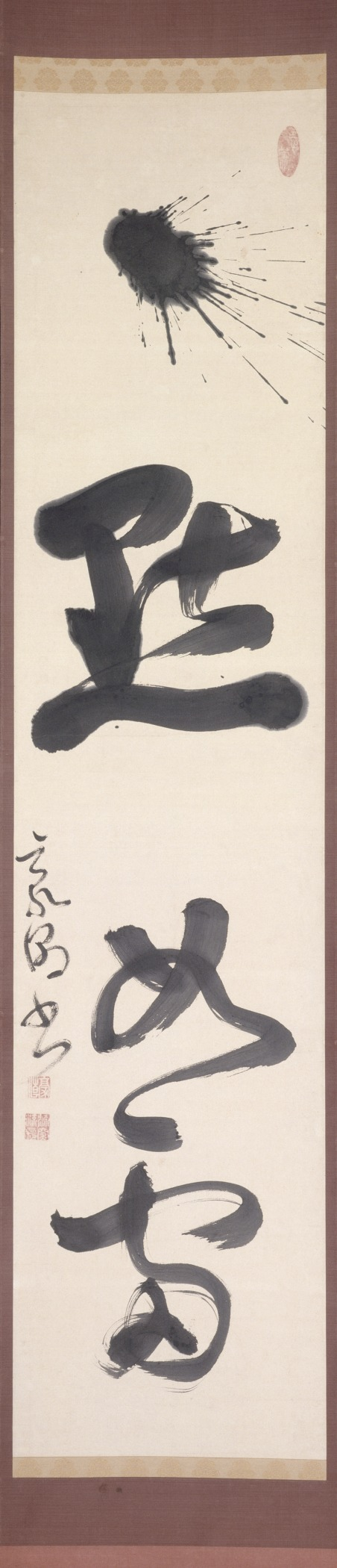
豪潮の書「黙如雷」（ロサンゼルス・カウンティ美術館蔵）

豪潮（ごうちょう、ごうしょう：寛延2年〈1749年〉 - 天保6年7月3日〈1835年7月28日〉）は、江戸時代の僧侶。長崎の出島において、中国僧より直接、当時の中国密教と戒律等の伝授を受け、その生涯を通じて本尊とした準提仏母（准胝観音）の信仰を広めると共に、御霊の供養と飢饉救済を目的とした仏塔（宝篋印塔）の建立に勤め、大小あわせて約八万四千の仏塔を建立したと伝えられる。また、自身が戒律を守ることに専一なだけでなく、天台宗において史上初の出来事として、中国密教に基づいた具足戒・菩薩戒・三昧耶戒を網羅した体系的な戒律をもたらし、江戸時代の『戒律復興運動』に貢献した。僧俗にも戒律と灌頂を授け、各寺院において「懺法」（さんぽう、せんぽう） を実施した。
当時の僧侶の教養として書を学び、唐墨 を用いた独特の書風をものにした。出身地の九州では能書家としても知られていて遺されている作品も数多くあり、北島雪山（1636-1697）・秋山玉山（1702-1764）らと共に「肥後の三筆」と称えられる。また、和歌や文人画等にも通じていて作品もあり、同時代の禅僧・仙厓和尚とも個人的な交流があった。

## 来歴
寛延2年（1749年）、肥後国玉名郡（現・熊本県玉名市岱明町山下）の浄土真宗安養寺の塔頭「専光寺」第二世・貫道の次男として生まれた。幼名は不明である。。
宝暦5年（1755年）9月3日、父親の貫道が二人の子供を呼び寄せていうには、「私は若い頃から（浄土真宗の僧は有髪で在家とかわらないため）、天台宗か真言宗の（正式に戒律を学んだ出家の）聖僧となって仏に仕えたいと念願して、決意三度に及んだが、いつも障害があって志願を遂げることができず、残念に思っていた。今、寺には（男子は）お前たち二人がいるから、うち一人は私の志を継いで、天晴れ立身出世してくれないか」と言ったところ、豪潮は言下に出家を快諾して、それにより兄の昇道が專光寺を継ぐこととなった。
こうして、7歳の時、父に伴われて現在の荒尾市野原の名刹・天台宗霊験寺の豪旭阿闍梨のもとで修行を始め、「快潮」と名付けられ、戒名として「豪潮」の名を授かる。いわゆる父の志を継ぐことは、豪潮律師にとってその後の一生と、修道の方向性を決定づける要因ともなった。
後に、16歳で比叡山延暦寺に入山。そこで、13年修行し、遍照金剛大阿闍梨、権大僧都法印・伝燈大法師の階位と寛海の尊号を受けるほどの高僧となる。
安永5年（1776年）、師僧の豪旭の円寂（死去）に伴って玉名市繁根木の寿福寺に移った。寿福寺において師の跡を継ぐにあたり、寺が所蔵する酒器類の一切を粉砕して捨て去り、蔵米を貧者に分け与え、「葷酒不許入山門」として全ての酒類は山門より入るのを許さず、「持律堅固」であり僧として戒律を堅く守る決意を檀家や信徒に示した。また、準提仏母への信仰が厚く粉骨砕身の苦行を自らに課して、『準提法』を行じるときは精進の上で「火の物断ち」という火が通った食べ物を一切口にしないことにして、そば粉を水で練ったものを食するのみで、出家の行ないである「三衣一鉢」（さんねいっぱち）という三枚からなる僧衣と食器以外は、自身の財産となるものを一切持たない生活を続けた。これを伝え聞いた、九州･四国・中国地方の諸侯が競って豪潮律師に帰依し、貴賎の別なく数多くの僧俗の老若男女を教化した。
天保6年（1835年）7月3日、豪潮律師は自身の死を予感し、弟子らには秘密にして一同を呼び、後継者の実戒律師と数時間に渡って歓談したのちに一同を呼び集めて次のように言った、「私が死んだ後は、私の日ごろの訓示をよく心に留めておき、私の遺志を尊重して間違いのないようにしなさい。戒律はその明らかなことは大きなともし火の如く（皆の心の灯台となり）、また、（修行や信仰にとっては）大地の如しであり、総ての善行はこれによって生じるのである。皆さんは、その身を慎んで、放逸になることがあってはならない。」と訓示した。
そうして、沐浴・斎戒をして着衣をあらため、「いざさらば、無一物とは申せども、置き土産には南無阿弥陀仏」と、「南無阿弥陀仏、なむあみだぶつと生まれ来て、南無阿弥陀仏と共に往生」の辞世の道歌を揮毫したのち、端座して自身の本尊である準提仏母（准胝観音）の根本印の手印を結んで、「南無阿弥陀仏、南無阿弥陀仏」と口に念仏を唱えながら、数回ののち「南無阿弥陀仏」の「阿」の字 を唱えて微笑み、日没時に示寂した。僧俗男女を問わず、これを伝え聞いた者は号泣して喪に服したと伝えている。

## 豪潮の密教
豪潮律師の生涯において注目すべきなのが、戒律と仏塔（宝篋印塔）の建立である。その基盤となるのは生涯の修道となった密教だった。天台宗は元来、開祖の最澄の発願になる大乗戒壇を旨としていて、当時は鑑真が伝えた僧侶の出家戒（具足戒）を伝えてはいなかったが、豪潮律師は父である貫道の悲願であった出家戒を身に具えた聖僧となり、密教に不可欠な三昧耶戒を得るために、自ら長崎に遊び、中国密教を学んで唐密の準提観音を生涯の本尊とし、出家戒を身に具えることができたのである。それゆえ、豪潮律師の密教を理解するには、日本の天台宗が伝える台密（天台密教）と、中国密教が伝える唐密の両面を明らかにする必要がある。
【日本密教】
豪潮律師が台密の教えを学んだのは、16歳で比叡山の延暦寺に登り、22歳で宣叙法印大和尚、伝燈大法師となり、台密の正嫡の一つである穴太流の教えを修めた。故あって、師僧豪旭の跡を継ぐために27歳で下山するまで、台密の修行に専心したことは、その異例の出世と、俗に豪潮目録と呼ばれる『繁根木山什物記』によって推察することができる。
- 『繁根木山什物記』（はんこんもくさんしゅうもつき）[10][11]

『繁根木山什物記』は、豪潮律師が熊本の寿福寺にいた時に、手元にある宝物の内容を記したものであり、今日もし現存すれば、国宝や重文となる品物を多数含み、その内容の充実さから豪潮律師の正統性を裏打ちし、その徳の高さを慕われていたことが分かる。
1. 唐本　「胎蔵界曼荼羅」　一幅。
2. 唐本　「金剛界曼荼羅」　一幅。
3. 唐本　「般若十六善神像」（大般若会の本尊）　一幅。
4. 慈覚大師（円仁）親筆　「五大尊像」（五大明王の仏画）　一幅。
5. 覚鑁上人親筆　「不動尊像」（不動明王像）　一幅。
6. 隋の皇帝煬帝の宸翰　「天台智者大師画像」（天台智顗像）　一幅。
7. 光格天皇御賜　「阿弥陀如来木像」（伽羅の香木製）　一体。
8. 聖護院二品盈仁親王拝書　「阿弥陀如来木像勅賜記」　一幅。
9. 光格天皇御賜　「墨」（明代の中国墨）　三本。
10. 中宮欣子内親王御賜　「白瑪瑙硯」　一基。
11. 光格天皇御賜　「金琥珀念珠」　一連。
12. 光格天皇御賜　「唐金花瓶」（光格天皇御作の和歌と牡丹の図柄の宸翰）　一基。
13. 中宮欣子内親王御賜　「仏母准提尊木像」（伽羅の香木製准胝観音像）　一体。
14. 光格天皇御賜　「純銀香合」　一基。
15. 閑院宮善仁親王（堀河天皇）宸翰　「送別和歌」　一首。[12]
16. 光格天皇と中宮欣子内親王の授戒に用いられた　「授戒三聖図」　一幅。

【中国密教】

## 年表
- 寛延2年（1749年） 専光寺の次男として生まれる。
- 宝暦5年（1755年） 霊験寺に入る。
- 明和元年（1764年） 比叡山に登り、南渓吉祥院実栄籠山比丘に従って発心し、次に正覚院執行探題豪怒大僧正のもとで修学する。
- 明和4年（1767年） 権律師法橋上人位となる。
- 明和5年（1768年）8月10日、位は宣叙法眼和尚となる。9月20日、比叡山の灌頂壇に入り、三密瑜伽の大法を受け、投華得仏にて曼荼羅の中心にある「大日如来」に命中したので、「遍照金剛」の密号を得て、法名を正式に改め『豪潮』となり、よって大阿闍梨の職位に昇る。9月24日、曼荼羅供導師（穴太流）の印可を授かる。
- 明和8年（1771年）5月8日、権大僧都、宣叙法印大和尚、補任。6月6日、伝燈大法師、萬年天台宗專寺。
- 安永5年（1776年） 師の豪旭が危篤のため帰国し、示寂後に追悼の法会を執行。檀家と信徒の懇願により寿福寺の住職となる。
- 安永7年（1778年） 師の豪旭の遺志を継ぎ、寿福寺の区域内に『妙法蓮華経』の一字一石の仏塔を建立する。
- 天明3年（1783年） 寿福寺の造鐘。
- 寛政2年（1790年） 光格天皇の中宮の欣子内親王より、大仏師定朝法印第三十一世赤尾右京の作による伽羅の香木で作られた「準提仏母像」を賜る。この仏像は、後に長栄寺の本尊となる。
- 寛政6年（1794年）11月4日、長崎より唐津を経て福岡に至る。11月5日、博多・大乘寺に入り、崇福寺・第八十七世曇栄和尚を訪ねる。
- 寛政7年（1795年） 『三経解』を著する。
- 寛政12年（1800年） 光格天皇より「阿弥陀如来」の像を賜る。（聖護院法親王の真筆にて「下賜阿弥陀仏」と記入）
- 文化14年（1817年） 尾張藩主・徳川斉朝が春以来の病気との懇願を受けて名古屋に赴き、萬松寺に留まり藩主の病気を加持する。それにより、病気は全快する。
- 文政元年（1818年） 名古屋の萬松寺に仏塔を建立。最大であった塔の一つは、後に鶴見の總持寺に移転し建立された。
- 文政3年（1820年） 尾張藩主・徳川斉朝の依頼にて、岩窟寺（岩屋寺）に赴任し、同寺を再興する。これより8年間留まり、『一切経』を閲覧し、顕密二教に加え、念仏門を弘宣する。
- 文政4年（1821年） 尾張藩の命により、江戸藩邸に赴き藩主・徳川斉朝の病気を加持し、病気は全快する。江戸庶民の希望に応じて、金龍山・浅草寺において法輪を転ずる。この時、貴賎群集が争って豪潮律師に帰依する。同寺院内にある最大の仏塔は、この時の記念に建立されたものであると伝える。
- 文政6年（1823年）4月、長栄寺を建立し移り住む。この時は、「柳原御祈祷所」と称する。
- 文政8年（1825年）4月24日、比叡山の豪怒大僧正の一周忌に当り、比叡山に登り法要を営む。
- 天保6年（1835年） 87歳で生涯を閉じる。

## 著作
- 『準提懺摩法 全』[13]、豪潮律師 監修、江戸・喜福寺 蔵版、文政2年（1819年）刊。
- 『佛母準提供私記』、豪潮律師 伝授、享照 記述、尾州・三密場蔵版、京都・貝葉書院、文政9年（1826年）刊。
- 『佛母准提尊獨部秘法』（準提法伝授之証）、豪潮律師 筆刻。
- 『佛母准提尊』（図像）、豪潮律師 筆刻・印施。[14]
- 『合刻 三経解』（浄土三部経解説）。
- 異本『阿弥陀経』、鳩摩羅什 訳、豪潮律師 校訂。[15][16]
- 『繁根木山什物記』（豪潮目録）[17][18]
- 絹本『弘法大師 念仏法語』[19][20]

## 画作
- 絹本著色 『十六羅漢像』（重要文化財：横浜市鶴見の總持寺蔵）、 四幅。[21]

## 豪潮ゆかりの寺
- 専光寺（熊本県玉名市） － 本尊は阿弥陀如来、明暦年間に浄土真宗・安養寺の塔頭として発足。豪潮律師の生家であるところから、豪潮律師の没後、名古屋に残されていた遺品や遺作がまとめて返送されて来たため、筆などの品々を所蔵していたが、現在は玉名市市立「歴史博物館こころピア」へ寄託し、同所にて保管されている。同寺の付近には史跡として弁財天古墳があることでも知られる。
- 霊験寺（熊本県荒尾市） － 本尊は薬師如来、明治の廃仏毀釈によって廃寺となり、寺歴は不明。寺伝の「悪魔祓い」でも有名であったともいわれ、この「悪魔祓い」の祭事は、同敷地内の野原八幡宮に『風流』（県重要無形文化財）として今も伝わっている。
- 寿福寺（熊本県玉名市） － 天長元年（824年）に淳和天皇の勅願寺として創建され、高瀬五ヶ寺にも数えられて有名であったが、明治の廃仏毀釈によって廃寺となる。現在は役所の跡地として小さなお堂に木造の観音像が祀られ、数体の石仏が立つのみ。
- 比叡山延暦寺（滋賀県大津市） － 本尊は薬師如来、天台宗総本山。
- 岩屋寺（愛知県南知多町） － 本尊は千手観音、霊亀年間（715年）に天正天皇の勅願により、行基が開山したとされ、大同3年（808年）に弘法大師空海が逗留したとするところから、裏山の大師ヶ嶽山麓には五百羅漢像、八十八体の大師の石仏が立ち並び、豪潮律師がこれらを開眼した。空海が護摩法に用いたとする伝説の「金銅法具類」一式26器（鎌倉時代前期の作：重要文化財）を所蔵する。また、宝徳3年（1450年）に大野城主・佐治盛光が五千四百六十三巻からなる『一切経』（国宝）を奉納し、この『一切経』を豪潮律師が学んで顕教と密教の二教の奥義を極め、後に念仏門を弘宣した。知多四国八十八箇所・第43番札所、知多三十三観音・第25番札所。[22]
- 聖護院・積善院準提堂（京都府） － 本尊は準提観音、五大力尊・役行者霊跡札所。聖護院は天明8年（1788年）に内裏が火災に遭った際に、光格天皇の仮住まいとなり、また、積善院準提堂は聖護院の敷地内にあって、光格天皇の崩御後に中宮の欣子内親王が出家され準提観音を本尊として祀られた。光格天皇と中宮の欣子内親王は共に生涯わたって豪潮律師を師と仰ぎ、その信仰を寄せていた。
- 長栄寺（愛知県名古屋市北区）－ 本尊は準提観音、戦災に遭ったが大門は焼け残り、本堂も再建された。光格天皇の中宮の欣子内親王より賜った本尊の準提観音は防空壕に納められて無事であり、地元では豪潮律師を偲んで豪潮長栄寺とも呼ばれる。以前は毎月３日に、豪潮律師の小月命日を縁日として法要が行われていた。
- 豪潮寺（愛知県名古屋市北区） － 本尊は不動明王、豪潮律師の終焉の地に、没後150年を記念してその遺徳を慕う信徒らによって創建された。豪潮律師の時代から敷地内にあったとする石仏の不動明王と、その目先にある二十数件のみが地域一帯を覆った戦災を免れ、現在の本尊の不動明王（木像）は、この地に祀ることを望んで自ら来たとするところから、地元では「火伏せの一願不動」として信仰を集める。建立後、文化4年（1821年）作の等身大の豪潮律師坐像が奉納され、豪潮律師の遺骨を納めた墓所もある。